# Vinski Vrh pri Šmarju
Vinski Vrh pri Šmarju je naselje v Občini Šmarje pri Jelšah.